# フロンティアブレーン (ポケットモンスターSPECIAL)
フロンティアブレーンでは、漫画『ポケットモンスターSPECIAL』に登場するバトルフロンティアのフロンティアブレーンを紹介する。

## 概要
バトルフロンティアはジョウト地方・ホウエン地方・シンオウ地方に存在し、各施設のトップに君臨するフロンティアブレーンが存在する。
ホウエン地方はエニシダがオーナーを務めているが、他の地方のオーナーの存在は明かされていない。また、作中ではジョウト地方からシンオウ地方に移転した描写がある。

## ホウエン地方
第6章・第13章に登場。バトルフロンティアのオーナーであるエニシダが選出した7人の実力者で、フロンティアの7つの施設をそれぞれ管理している。ブレーン同士の絆は相当強い。ブレーンに勝利した場合はその証としてフロンティアシンボルが貰える。
第13章では惑星の危機の中トクサネシティに向かい、暗躍する新生アクア団・マグマ団の鎮圧を行った。その後は接近するグランメテオΔ破壊のために、迎撃チームに参加した。
ダツラ
知識を試すバトルファクトリーのファクトリーヘッド（頭）。
ノウレッジシンボルを管理。施設のレンタルポケモンの管理も担当している。筋肉質な身体に無精ひげという外見とは裏腹に冷静沈着で知識、知性を重んじる性格。
当初はエメラルドに対し「知識のカケラも感じない」と評価し、彼のバトルファクトリーへの挑戦を最初に引き受けるが、バトルを見るうちに考えを変え、敗北後は何かと協力する。
ガイルにレンタルポケモンを奪われた上に襲われて負傷するが、その後ジラーチについて調べ上げ、エメラルドらと共にガイルの待ち受けるバトルタワーに向った。
エメラルド戦の使用ポケモン
「乾坤一擲（強力だが、リスクが大きい技を覚えている）」で構成されている。
クチート♂ LV.50
特性：いかく 持ち物：ラムのみ→こだわりハチマキ
技："きあいパンチ"・"かえんほうしゃ"・"かみくだく"・"てっぺき"
甲冑の男･ガイルにより奪われた後に暴走させられてフロンティアに放たれたが、バトルタワーに向かうエメラルドになだめられ、ダツラと共にバトルタワーに入る。
第13章でもダツラの手持ちとして活躍している。
ゴローニャ♂ LV.50
特性：いしあたま 持ち物：かたいいし
技："いわなだれ"・"じしん"・"すてみタックル"・"だいばくはつ"
オニゴーリ♂ LV.50
特性：せいしんりょく 持ち物：カゴのみ
技："かみくだく"・"ぜったいれいど"・"ねむる"・"れいとうビーム"
捕獲
ドーブル×3
特性：マイペース
技："スケッチ"→"ねがいごと"
アトリエの洞窟でジラーチの技を"スケッチ"していた個体。本物のジラーチが技を出した時に備えて捕獲した。

アザミ
運を試すバトルチューブのチューブクイーン（女王）。
ラックシンボルを管理。独特の妖艶な雰囲気を持つクールな女性。取材記者に色仕掛けのような怪しいちょっかいをよくしている。エメラルドに対しては彼のフロンティアへの挑戦を認めたり、ダツラを倒した際に動揺した周りに対して称賛するような様子を見せたりと、他のメンバーと比べて彼に対しては嫌悪感などは抱いていなかった。バトルフロンティア開会セレモニーのデモンストレーションバトルで、ウコンとタッグを組んだ。
【どく】や【もうどく】など状態異常を駆使してじわじわと追い詰めるバトルを好む。エメラルドの挑戦では2番手を引き受ける。作者曰く、「今までで一番色っぽく描けたと思うキャラである」とのこと。
手持ちポケモン
ハブネーク♀
特性：だっぴ 持ち物：せんせいのツメ
技："あなをほる"・"いばる"・"かみくだく"・"ギガドレイン"・"どくどくのキバ"・"ヘドロばくだん"・"ポイズンテール"
ミロカロス♀
特性：ふしぎなうろこ 持ち物：たべのこし
技："じこさいせい"・"なみのり"・"ミラーコート"・"れいとうビーム"
ツボツボ♀
特性：がんじょう 持ち物：かたいいし
技："いわなだれ"・"すなあらし"・"どくどく"・"まもる"

ジンダイ
勇気を試すバトルピラミッドのピラミッドキング（王）。
ブレイブシンボルを管理。探検家のような服装をした男性。ぶっきらぼうな性格で、当初はエメラルドにコケにされたので嫌っていたが、エメラルドの挑戦では3番手を引き受ける。施設への挑戦ではフェアな態度で迎え撃ち、彼とのバトル後は認め、エメラルドが泥棒疑惑を持たれた時は庇った。モンスターボールをお手玉のようにする癖がある。
同じホウエン地方のフロンティアブレーンの中では、ダツラと特に親しい様子。また、シンオウ及びジョウトのフロンティアブレーンでもあるクロツグとはクロツグ曰く「古いダチ」の関係で彼にレジロックら3匹を貸した事もある。
モデルは作者曰く藤岡弘とのことで、作中で彼に仮面ライダーのポーズをとらせた事もある。
手持ちポケモン
レジロック
特性：クリアボディ
技："だいばくはつ"・"ばかぢから"
レジスチル
特性：クリアボディ
技："どくどく"
レジアイス
特性：クリアボディ
技："ふぶき"

コゴミ
闘志を試すバトルアリーナのアリーナキャプテン（主将）。
ガッツシンボルを管理。全身タイツの上に胴衣を着用している少女。口癖は「ウィーッス!」。快活な少女だが、中型ポケモン3匹（計120kg）を軽々と担ぐ怪力の持ち主でもある。開会セレモニーではアナウンスを担当していた。
エメラルドの挑戦では4番手を引き受ける。洞窟での一件ではガイルと戦う様子を見せず、ジラーチの捕獲ばかり考えるエメラルドに対して、「闘志」がないのかと責めたが、勝負後は認めた。偶然ではあるが、エメラルドの身体の秘密を自身が明かす前に一足先に知った。
手持ちポケモン
ブラッキー♀
特性：シンクロ 持ち物：たべのこし
技："あやしいひかり"・"かげぶんしん"・"だましうち"・"でんこうせっか"
ヘラクロス
技："メガホーン"
ヌケニン
特性：ふしぎなまもり
技："こらえる"・"ソーラービーム"

ヒース
戦術を試すバトルドームのドームスーパースター（超新星）。
タクティクスシンボルを管理。スポットライトを浴びるのが好きなナルシストで、おめかしに時間を掛けている。オープニングセレモニーに向かう途中、エメラルドに妨害されぶち壊しにされたことを根に持ち、ブレーンの中でも一番彼のことを嫌っていた。しかし、後にエメラルドの実力を素直に認めるようになる。
エメラルドの挑戦では5番手を引き受ける。バトルドームでの試合でボーマンダにトラウマのあるサファイアにはボーマンダ、エメラルドにはリザードンでそれぞれ1匹だけで勝利しており、ブレーンで唯一エメラルドに勝利した人物である。勝負の際には既に彼を認めており、彼のルール外の行動を認めたり、握手を断られても彼の心情に理解を示した。
作者曰く、彼のポーズはレイザーラモンHGを参照にしている。
手持ちポケモン
ボーマンダ♂
特性：いかく
技："だいもんじ"
リザードン
特性：もうか
技："オーバーヒート"・"じしん"
効果抜群の"かみなりパンチ"や"がんせきふうじ"を連続で受けても耐え抜く、驚異の耐久力を誇る。
メタグロス
エメラルド戦の手持ちに入っているが、バトルには登場していない。

ウコン
精神（心）を試すバトルパレスのパレスガーディアン（騎将）。
スピリットシンボルを管理。腕に特徴的な紋様があり、身軽な服装をした老人。ホウエン地方のフロンティアブレーン最年長で、寡黙で人付き合いを避けており、ブレーンの中でも浮いた存在。エメラルドの挑戦では6番手を引き受ける。
かつて親しかったおくりび山の老婦人の守っていた「触れてはならない」と言われていた藍色の宝珠に触れたことがあり、それ以来瞳に鈍い光を持つようになったという。自分と同じように藍色の宝珠に触れた者は瞳を見ればわかるらしく、サファイアや「甲冑の男」も宝珠に触れたことがある事を見抜いた（「甲冑の男」はウコンと同じように鈍い光だが、サファイアは清んだ光らしい）。
手持ちポケモン
クロバット♂
特性：せいしんりょく
技："エアカッター"・"どくどくのキバ"
ラプラス
技："なみのり"
ケッキング
特性：なまけ

リラ
才能を試すバトルタワーのタワータイクーン（大君）。
アビリティシンボルを管理。フロンティアブレーン最年少の少女トレーナーで、ブレーン達の長でもある。
中性的で冷静かつ厳格な性格だが、「本当の強さに理由など無い。強者はそもそも強いから強者なのだ」という、傲慢とも取れる考えを持っている。また、何処か得体の知れない部分もあり、ポケモン図鑑についても何故か詳しく知っている。
エメラルドが唯一正式に試合していないブレーンであり、ガイルに洗脳された時はエメラルドに勝っていたが、その際、エメラルドが正式なルールでバトルを行っていた事を覚えており、それを正式なブレーン戦だったと見なしてシンボルを渡す。
第14章では経歴は不明だが国際警察となっている。ウルトラビースト（UB）と同じ異空間から来た「Fall」と呼ばれる人間で、ウルトラスペースに迷い込んだ際にウルトラ調査隊と面識を持ち、ネクロズマを捕らえるボールを作り、治療に協力するという約束を果たすために国際警察でUBの対策に携わっている。だがUB達と同じオーラは視認できないほど弱まっており、また彼らのオーラによるダメージを強く受けてしまうという特殊性を持っている。
UBの被害を未然に防ぐための対策を行っており、部下のハンサムを伴ってアローラ地方を訪れ、ウラウラ島のポータウンでサンとムーンに接触してUBの情報提供を求め、報酬としてサンに600万円を支払う。ポニ島ではムーンと行動し、UBをアローラに呼び寄せていたエーテル財団の事情を聴取をするため支部長のザオボーを拘束するが、ネクロズマ襲来のどさくさに紛れて職員の手でザオボーを逃されてしまう。半年後、前回の戦いのダメージが残る中、クチナシから情報を得て確保していた「ウルトラボール」を持ってウラウラ島へと向かうが、乗っていた気球をウルトラネクロズマの"フォトンゲイザー"で撃墜されてボールを失う。サンが一つだけ確保していたウルトラボールを託されたが、何度過ちを犯しても絶大な力を求める者が後を絶たないこちらの人間ではなく、過去の過ちをきちんと受け止め繰り返さないようにしているウルトラ調査隊がネクロズマを捕獲すべきだと考えてアマモにボールを譲り、国際警察には捕獲に失敗して逃げられたと報告する。
第13章までは『エメラルド』での髪型・服装だったが、第14章では『サン・ムーン』での容姿に変わっている。
公式サイトで行われた第1回人気投票では当時（2005年8月）キャラとして殆ど活躍していなかったにもかかわらず、17位と大健闘を見せた（ブレーンの中でも最上位）。
手持ちポケモン
ライコウ
特性：プレッシャー
技："かみなり"･"でんきショック"
ボーマンダ
第14章で初登場。飛行要員。
ムウマージ
技："ゴーストダイブ"･"マジカルリーフ"
第14章で初登場。
カビゴン
第14章で初登場。
マニューラ
第14章で初登場。
フーディン
第14章で初登場。

## シンオウ地方
第8章に登場。第6章に登場したブレーンとは違いエニシダとの直接的な接点はなく、クロツグが取り仕切っている。ブレーンに勝利した場合はその証として記念プリントが貰える。
カトレア
バトルキャッスルのオーナー。
普段は物静かなお嬢様。本来ならば彼女がブレーンになるはずだったが、とある事情で勝負事が禁止されているため、コクランにキャッスルバトラーをさせて挑戦者にキャッスルポイント（CP）を与えるジャッジに回っている。
バトルキャッスルは独立しているため、オーナーである彼女とコクランはクロツグの朝礼には基本的に参加していない。しかし、クロツグとはブレーン同士として信頼がある。ブリーの実のスコーンが好物。
ポケモンバトルからは遠ざかっていながら、プラチナのバトルを見て「戦いたい」という思いが湧き上がり、「タタカッテ･･･」と何度も言いながら髪が妖怪のように伸びる、普通の人間とは違う潜在能力がある。この事実はコクランしか知らない。
第10章では経歴は不明だが、イッシュ地方にてリーグ四天王に就任している。

コクラン
バトルキャッスルのキャッスルバトラー。
カトレアの執事で、眼鏡をかけた紳士的な男性。「ワッハ!」という特有の掛け声をする。ブレーン戦になるまでは、施設の進行やジャッジ等を行っている。
カトレアの前でのバトルになると異様に張り切り、高圧的でヒステリックになる一面がある。プラチナに対しても、キャッスルポイントを使いこなせていないと見くびっていた為にプラチナに敗れ、カトレアに叱られる。
バトルキャッスルの書庫から「やぶれた世界」に関する文献を見つけ、クツログに渡す。
手持ちポケモン
エルレイド♂
特性：ふくつのこころ
技："サイコカッター"･"つじぎり"・"フェイント"
カトレアを護衛しており、敵と誤解してハンサムに襲い掛かった。
ヘルガー
持ち物：きあいのタスキ
技："ほのおのキバ"
ムクホーク
特性：いかく
技："かげぶんしん"・"はねやすめ"

ダリア
バトルルーレットのルーレットゴッデス。
クロツグの朝礼に参加している。「ケ・セラ・セラ♬」が口癖でダンスを踊っており、プラチナのルーレットを止める能力に注目している。
挑戦者が制限時間内にボタンを押せなかったときにダリアが押すボタンは、普段見えないようになっている。
プラチナとのバトルではお互いの手持ちを入れ替えるルールとなり、自分のポケモンに攻撃を躊躇するプラチナに対し追いつめるが、敗北する。
手持ちポケモン
トゲキッス
技："エアスラッシュ"・"サイコキネシス"・"はかいこうせん"・"はどうだん"
チャーレム♀
特性：ヨガパワー
プラチナの意思を聞いたダリア側になったエンペルト達に戦いのオーラを見た。
ルンパッパ
技："たきのぼり"
一時手持ち
エンペルト♀（プラチナ）

ギャロップ♂（プラチナ）

ミミロップ♀（プラチナ）

ネジキ
バトルファクトリーのファクトリーヘッド。
クロツグの朝礼に参加している。機械いじりが得意なため、クロツグにシャカピーの修理を頼まれる。物事の程度を数字で「○○%」と言う癖がある。
自作の「調査・分析マシン」で相手のポケモンや戦略を見抜き、自分の何通りもの戦略の中で最良のもので戦う。
戦略家かつ自信家故なのかプラチナに敗北したことを駄々をこねて認めなかったため、ケイトに叱られる。
プラチナ戦の使用ポケモン
バンギラス
特性：すなおこし
レディアン♂
技："きあいパンチ"・"こうそくいどう"・"ちょうおんぱ"・"バトンタッチ"
リングマ
技："じしん"

ケイト
バトルステージのステージマドンナ。
クロツグの朝礼に参加している。サングラスと手袋をしている年配の女性。
プラチナに敗北したことを認めず駄々をこねていたネジキを叱るなど、クロツグに次ぐ立場にいることをうかがわせる行動があった。
手持ちポケモン
カイリュー♀
技："はがねのつばさ"

クロツグ
バトルタワーのタワータイクーン（大君）。
シンオウ地方のフロンティアブレーンの長であり、パールの父親。息子のパールには「ダディ」と呼ばせている。背中に「王」と書かれたコートを着ている。
顔が広く、シンオウジムリーダーのマキシと修行していた過去があり、ゲンとも接点がありホウエン地方のバトルフロンティアやギンガ団の情報を得ていた。ホウエン地方のフロンティアブレーンのジンダイとは「古いダチ」と呼ぶ程の仲。
第8章ではパールがまだ小さいころに家を出たまま何年も家に帰っていなかった。ゲンから渡された壊れたシャカピーをネジキに修理させる。シャカピーの修理後、プラチナ・ゲン・ミル・モミと共に「おくりの泉」から「やぶれた世界」へ行き、パールと再会する。
第9章時点では本人曰く「ポケモンバトルに夢中になるあまり」ジョウト地方まで来ていたようで、シロナと偶然居合わせる。この時は、ジョウト地方のバトルフロンティアのブレーンを務めていた。ジンダイの協力の元にレジギガスを捕獲、所持していたが手に負えずシンオウ地方の「キッサキ神殿」に返した。
第13章の出来事が起きている時は星の危機を認知しながらも、息子のパール・ダイヤと共に家族水入らずの時間を過ごすように、ジンダイと連絡を取り合っていた。
手持ちポケモン
クレセリア♀
技："サイコシフト"・"みかづきのまい"
ミロカロス
技："アクアリング"
ズガイドス
技："もろはのずつき"
回想でマキシのネオラントと戦っていた。
一時手持ち
レジギガス

## ジョウト地方
第9章にて、クロツグがブレーンを務めていたことが明かされているが、務めている施設、他のブレーンの存在、バトルフロンティアの場所は明かされていない。